# Simona Hornochová
Simona Hornochová (* 14. července 1973 Brno) je česká daňová poradkyně, v letech 2014 až 2015 náměstkyně ministra financí ČR pro oblast daní a cel, od března 2023 generální ředitelka Finanční správy ČR.

## Život
V letech 1991 až 1996 vystudovala obor finanční podnikání na Ekonomicko-správní fakultě Masarykovy univerzity. Simona Hornochová je svobodná a bezdětná.
Po absolvování vysoké školy nastoupila v roce 1996 do společnosti Ernst & Young, kde nejdříve do roku 2000 působila jako daňový poradce brněnské pobočky. Následně přesídlila do Prahy, a to jako tzv. tax manager a od roku 2004 senior tax manager. Po celou dobu působení v Ernst & Young se zabývala daňovým poradenstvím s užší specializací na zdanění korporací. Měla na starosti také vzdělávání odborných pracovníků daňového oddělení včetně nastavení systému vzdělávání. Z firmy odešla v roce 2014.
Dne 3. února 2014 ji ministr financí ČR Andrej Babiš jmenoval svou náměstkyní pro oblast daní a cel. Na konci října 2015 se však nepřihlásila do výběrového řízení na pozici náměstka, které Ministerstvo financí ČR vypsalo podle nového služebního zákona. Ve funkci náměstkyně pak zůstala do 31. prosince 2015.
Angažuje se v Komoře daňových poradců ČR, jejíž členkou se stala v roce 1997 (od roku 2012 pak členka prezidia komory). Z této pozice připomínkovala návrhy zákonů a jiných dokumentů z daňové oblasti a byla členkou redakční rady Bulletinu Komory daňových poradců.
Od 1. března 2023 se stala generální ředitelkou Finanční správy České republiky, na základě výběrového řízení ji do funkce jmenoval ministr financí ČR Zbyněk Stanjura.